# Schmallenberg
Schmallenberg er en by i Tyskland, nærmere bestemt i Nordrhein-Westfalen. I 2007 har byen 25.882 indbyggere, og et areal på 303 km². Byen ligger ved floden Lenne i Sauerland.